# دومينيك بروكوب
دومينيك بروكوب (بالألمانية: Dominik Prokop)‏ (2 يونيو 1997 بفيينا في النمسا - ) هو لاعب كرة قدم نمساوي في مركز الوسط.

## وصلات خارجية
- دومينيك بروكوب على موقع الاتحاد الأوربي (الإنجليزية)
- دومينيك بروكوب على موقع قاعدة بيانات كرة القدم.إي يو (الإنجليزية)
- دومينيك بروكوب على موقع Soccerway.com (الإنجليزية)
- دومينيك بروكوب على موقع عالم كرة القدم.نت (الإنجليزية)
- دومينيك بروكوب على موقع AS.com (الإسبانية)